# Kennet (distrikt)
Kennet var ett distrikt i Wiltshire enhetskommun i Wiltshire grevskap, England. Distriktet har 74 838 invånare (2001).

## Civil parishes
- Aldbourne, Allcannings, Alton, Avebury, Baydon, Beechingstoke, Berwick Bassett, Bishops Cannings, Broad Hinton, Bromham, Burbage, Buttermere, Charlton, Cheverell Magna, Cheverell Parva, Chilton Foliat, Chirton, Chute, Chute Forest, Collingbourne Ducis, Collingbourne Kingston, Devizes, East Kennett, Easterton, Easton, Enford, Erlestoke, Etchilhampton, Everleigh, Fittleton, Froxfield, Fyfield, Grafton, Great Bedwyn, Ham, Huish, Little Bedwyn, Ludgershall, Manningford, Marden, Market Lavington, Marlborough, Marston, Mildenhall, Milton Lilbourne, Netheravon, North Newnton, North Tidworth, Ogbourne St. Andrew, Ogbourne St. George, Patney, Pewsey, Potterne, Poulshot, Preshute, Ramsbury, Roundway, Rowde, Rushall, Savernake, Seend, Shalbourne, South Tedworth, Stanton St. Bernard, Stert, Tidcombe and Fosbury, Upavon, Urchfont, West Lavington, West Overton, Wilcot, Wilsford, Winterbourne Bassett, Winterbourne Monkton, Woodborough, Wootton Rivers och Worton.[2]